# سيرجيو دي كاسترو
سيرجيو دي كاسترو (بالإسبانية: Sergio de Castro)‏ هو اقتصادي، ورجل أعمال، ووزير تشيلي، (25 يناير 1930 - 26 أبريل 2024) ولد في العاصمة التشيليَّة سانتياغو. تولى وزارة الاقتصاد من 14 أبريل 1975 حتى 27 ديسمبر 1976 م. وعُين لاحقًا وزيرًا للماليَّة التشيليَّة من 31 ديسمبر 1976 حتى 22 أبريل 1982. تولَّى لاحقًا وزارة الاقتصاد من 14 أبريل في عهد الرئيس أوغستو بينوشيه.